# PackageKit
PackageKit — відкритий і вільний набір застосунків для забезпечення високорівневого інтерфейсу для різних пакетних менеджерів.
PackageKit націлений на різні Linux-дистрибутиви, котрі дотримуються стандартам freedesktop.org. Для взаємодії між процесами і управління правами доступу використовуються відповідно D-Bus і PolicyKit.
Демон packagekitd розміщується на системній шині D-Bus і дозволяє абстрагуватися від відмінностей конкретних пакетних менеджерів. Взаємодія з PackageKit так само можлива за допомогою бібліотеки libpackagekit.

## Користувацькі утиліти
Різні користувацькі утиліти використовують PackageKit:
- Apper в робочому середовищі KDE[1]
- gnome-packagekit в робочому середовищі Gnome
- pkcon - утиліта командного рядка

## Підтримувані пакетні менеджери
Пакетні менеджери, підтримувані PackageKit, включають:
- APT
- Conary
- Pacman
- Portage
- yum
- urpmi

## Виноски
1. ↑  polishlinux.org » KpackageKit: future of package managers on your desktop [interview with developers]. Архів оригіналу за 2 лютого 2014. Процитовано 17 січня 2013.
2. ↑  PackageKit - Frequently Asked Questions. Архів оригіналу за 28 січня 2013. Процитовано 17 січня 2013.